# Saint-Justin (Québec)
Pour les articles homonymes, voir Saint-Justin.
Saint-Justin est une municipalité du Québec (Canada) située dans la municipalité régionale de comté de Maskinongé et la région administrative de la Mauricie. Elle est nommée en l'honneur de Justin de Naplouse. Sa fleur emblème est le zinnia et sa devise est « Par la croix et la charrue », qui représente les travaux des agriculteurs catholiques qui développèrent la municipalité.
Saint-Justin fut le sujet d'un essai de Léon Gérin, l'un des premiers sociologues canadiens français. L'ouvrage intitulé L'habitant de Saint-Justin fut publié en 1898.

## Histoire
La région actuelle de Saint-Justin se situe principalement sur les terres de la seigneurie de Carufel, qui furent concédées en 1705 à Jean Sicard de Carufel, à titre de sergent dans la Compagnie Des Méloizes. C'est son fils qui récupère la seigneurie à la suite de sa mort en 1743, mais faute de moyens financiers, il cède ses droits en 1744 à son beau-frère, un marchand, du nom de Jean-François Baril Ducheny.
Jean-François Baril Ducheny est celui qui incite et facilite l'installation de colons dans la région, peu peuplée, qui longe de la rivière de l'Ormière, au courant des années 1750. L'endroit étant assez éloigné, les colons devaient auparavant s'y déplacer par leurs propres moyens, mais avec l'aide apportée par le seigneur Baril Ducheney le déplacement y est plus facile et le village de l'Ormière prend forme. Ce village fusionne avec la paroisse de Saint-Joseph-de-Maskinongé, une partie de cette nouvelle paroisse formera la future municipalité de Saint-Justin tandis que l’autre partie fusionnera avec Maskinongé en 2001 pour former le village de Maskinongé.
C'est le fils de Jean-François Baril Ducheny, un certain Pierre Baril Ducheny, qui reprend la seigneurie à la suite de la mort de son père en 1759 lors de la bataille des Plaines d’Abraham. À la suite de la Guerre de la Conquête, c’est lui qui incite les colons à venir s'installer à l’endroit où la municipalité se trouve actuellement. Sans pour autant en être officiellement encore une, la future paroisse prend forme au courant du reste du 18eme siècle. Une chapelle-presbytère est érigée en 1773, puis une église en pierre est inaugurée en 1785.
L'érection canonique a lieu le 6 juillet 1848. De 1848 à 1858 la paroisse reste toutefois sans curé; une lutte entre les anciens et les nouveaux habitants fait rage sur le sujet. Le premier curé, Honoré Victor Bellemare, n'entre en poste qu'en 1858. Peu après son arrivée, en 1862, une nouvelle église est inaugurée.
L'érection civique a lieu le 1er juillet 1855, à la suite de la création du régime municipal du Bas-Canada. Saint-Justin gagne par le fait même le droit d'avoir des conseillers municipaux au sein du conseil municipal de Maskinongé. Le 08 mars 1859, la paroisse de Saint-Justin devient la municipalité de paroisse de Saint-Justin. Elle est formée par la partie des terres de Saint-Joseph-de-Maskinongé situées sur la seigneurie de Carufel, les doubles concessions de l'Ormière et du Grand Bois Blanc, et celles de Sainte-Geneviève (appelé le Trompe-Souris), du Ruisseau des Anlnes et du Petit Bois Blanc. Le premier conseil municipal a lieu le 30 avril 1859. Il est composé de Joseph Morin, nommé maire, Jean Fleury, Amable Sévigny, Xavier Paquette, Joseph Thibodeau, Célestin Grenier et Joseph Bernier. Louis St-Antoine, notaire de la paroisse, est nommé secrétaire trésorier.

### Chronologie
- 6 juillet 1848 : Érection canonique[2].
- 1er juillet 1855 : Constitution de la municipalité de paroisse de Saint-Justin lors du premier découpage municipal du Québec[2].
- 1858 : Premier curé de la paroisse, Honoré Victor Bellemare[3].
- 8 mars 1859 : Érection civique[2].
- 30 avril 1859 : Première tenue d'un conseil municipal. Il est composé de Joseph Morin, nommée maire, Jean Fleury, Amable Sévigny, Xavier Paquette, Joseph Thibodeau, Célestin Grenier et Joseph Bernier. Louis Saint-Antoine, notaire de la paroisse, est quant à lui nommé secrétaire trésorier[4].
- 1862 : Inauguration de l'église de la paroisse.
- 15 février 1957 : Incendie et destruction de l'église[5].
- 1959 : Inauguration de l'église[6].
- 27 décembre 2014 : La municipalité de la paroisse de Saint-Justin devient la municipalité de Saint-Justin[7].
- 2017 : Abandon et mise en vente de l'église[8].
- 7 novembre 2022 : Démission du maire François Gagnon.
- 2023 : Ouverture du nouveau garage municipal[9].

## Géographie
Les trois principaux cours d'eau qui traversent la municipalité font partie du bassin versant de l'Archipel du Lac Saint-Pierre.
À partir de son crénon dans le nord-ouest de la municipalité la rivière Cachée coule vers le sud.
À partir de son crénon dans le nord-ouest la rivière du Bois Blanc coule vers le sud.
À partir de son crénon la rivière de l'Ormière, un affluent de la rivière Maskinongé, traverse le centre de la municipalité vers le sud.

## Démographie
| 1996  | 2001  | 2006  | 2011  | 2016 | 2021 |
| ----- | ----- | ----- | ----- | ---- | ---- |
| 1 152 | 1 086 | 1 051 | 1 060 | 973  | 961  |

## Administration
Les élections municipales se font en bloc pour le maire et les six conseillers.
| Saint-Justin Maires depuis 2003                                                                                      |                      |                                       |          |
| Élection | Maire                | Qualité                               | Résultat |
| 2003 | Kathya Paquin        |                                       | Voir     |
| 2005 | Kathya Paquin        | Voir                                  |          |
| 2006 | Denis McKinnon       |                                       | Voir     |
| 2009 | Denis McKinnon       | Voir                                  |          |
| 2013 | Jean-Claude Gauthier |                                       | Voir     |
| 2017 | François Gagnon      |                                       | Voir     |
| 2021 | François Gagnon      | Voir                                  |          |
| nov. 2022 | Christian Girouard   | Maire suppléant (nov. 2022-avr. 2023) | Voir     |
| Élection partielle en italique Depuis 2005, les élections sont simultanées dans toutes les municipalités québécoises |                      |                                       |          |

## Culture et patrimoine

### Personnalités liées à la municipalité
- François-Xavier Aubry (1824-1854), explorateur de l'Ouest américain